# Herbie Flowers

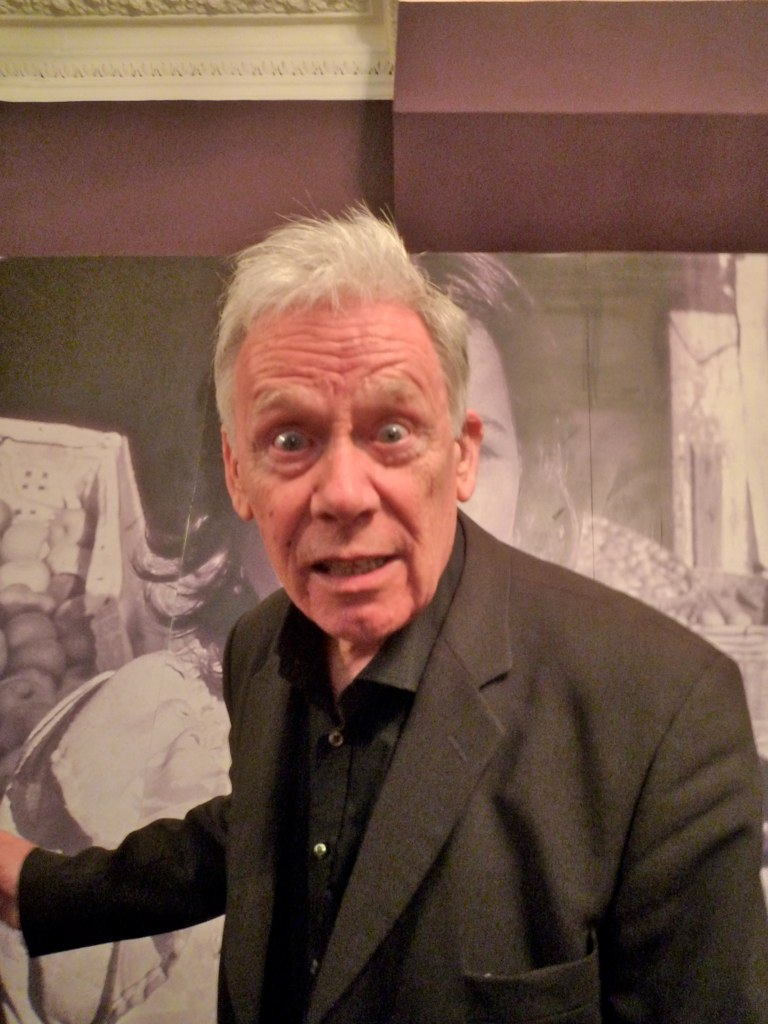
Herbie Flowers, 2013

Brian Keith „Herbie“ Flowers (* 19. Mai 1938 in Isleworth, Middlesex; † 5. September 2024) war ein britischer Rockmusiker. Seine Instrumente waren der elektrische Bass, der Kontrabass und die Tuba. Bekannt wurde er als Mitglied der Pop- und Rockgruppen Blue Mink, T. Rex und Sky sowie als Sessionmusiker. So entwickelte er das den Song prägende Bass-Riff in Lou Reeds Walk on the Wild Side.

## Leben
Herbie Flowers begann seine musikalische Karriere bei der Royal Air Force, wo er in einer Militärkapelle Tuba spielte. Anfang der 1960er spielte er in Dixieland-Bands, bevor er sich dem Modern Jazz zuwandte und zum Kontrabass wechselte. 1965 spielte er auf der Queen Elizabeth, mit der er nach New York kam. Hier sah er erstmals einen elektrischen Bass und kaufte sich einen 1959er Fender Jazz Bass.
Flowers entwickelte sich zu einem begehrten Session-Bassisten, spielte aber auch in einer Reihe bekannter Bands, u. a. bei Sam Fonteyn, John Dankworth und Bob Downes. 1969 war er Gründungsmitglied von Blue Mink, die mit Melting Pot ihren größten Hit hatten. In den 1970ern spielte er bei Alexis Korners Collective Consciousness Society, begleitete David Bowie auf dessen Tour „Diamond Dogs“ und war zeitweise Mitglied von T. Rex. 1978 war Flowers Mitbegründer der Progressive-Rock-Gruppe Sky, die bis Mitte der 1990er Jahre aktiv war.
Zu den Musikern, bei deren Aufnahmen Flowers den Bass spielte, gehören u. a. Elton John („Tumbleweed Connection“), David Bowie („Space Oddity“), David Essex, Allan Clarke, Al Kooper, Harry Nilsson („Jump into the Fire“), Cat Stevens, Serge Gainsbourg, George Harrison und viele mehr. Bei Lou Reeds „Walk on the Wild Side“ verdoppelte er die Basslinie des Kontrabasses mit einem E-Bass. In Reeds „Goodnight Ladies“ ist er für die Vaudeville-Stimmung verantwortlich, die er durch den Einsatz einer Dixieland-Band erreichte.
Herbie Flowers war auch als Solist tätig (siehe Diskografie). Sein bekanntestes Stück als Songschreiber ist „Grandad“, Anfang 1971 eine Nummer 1 für Clive Dunn. Zuletzt war Flowers als Musiklehrer und Chorleiter tätig. Im September 2024 starb er im Alter von 86 Jahren.

## Solo-Diskografie

### Alben
- 1971: Bass Guitar and Percussion (KPM; mit Barry Morgan)
- 1975: Plant Life (Philips)
- 1980: A Little Potty (EMI)
- 1984: Herbie’s Stuff (KPM)
- 1998: Mike Hatchard/Herbie Flowers: The Business (Zah Zah)

### Singles
- 1970: Lincoln County (Polydor)
- 1973: Tramp / Flanker (Polydor)
- 1975: Mouth / Hi! It’s Herbie Flowers (Philips)
- 1975: Dancing at Danny’s / Mathematics (Philips)
- 1977: Jubilee / News (EMI)
- 1978: Don’t Take My Bass Away / I Want to Be with You (EMI)
- 1979: Mr. Moonlight / I Want to Be with You (EMI)
- 1980: The Whale / Just for You (EMI)
- 1980: Burlington Bertie (Tramp) / Big George (EMI)
- 1981: Tuba Smarties / The Bathroom Song (Ariola)
- 1983: I Love ’er / Meet Me on The Corner (Magic)